# Rivina humilis
Rivina humilis är en kermesbärsväxtart som beskrevs av Carl von Linné. Rivina humilis ingår i släktet Rivina och familjen kermesbärsväxter.

## Underarter
Arten delas in i följande underarter:
- R. h. glabra
- R. h. laevis

## Bildgalleri

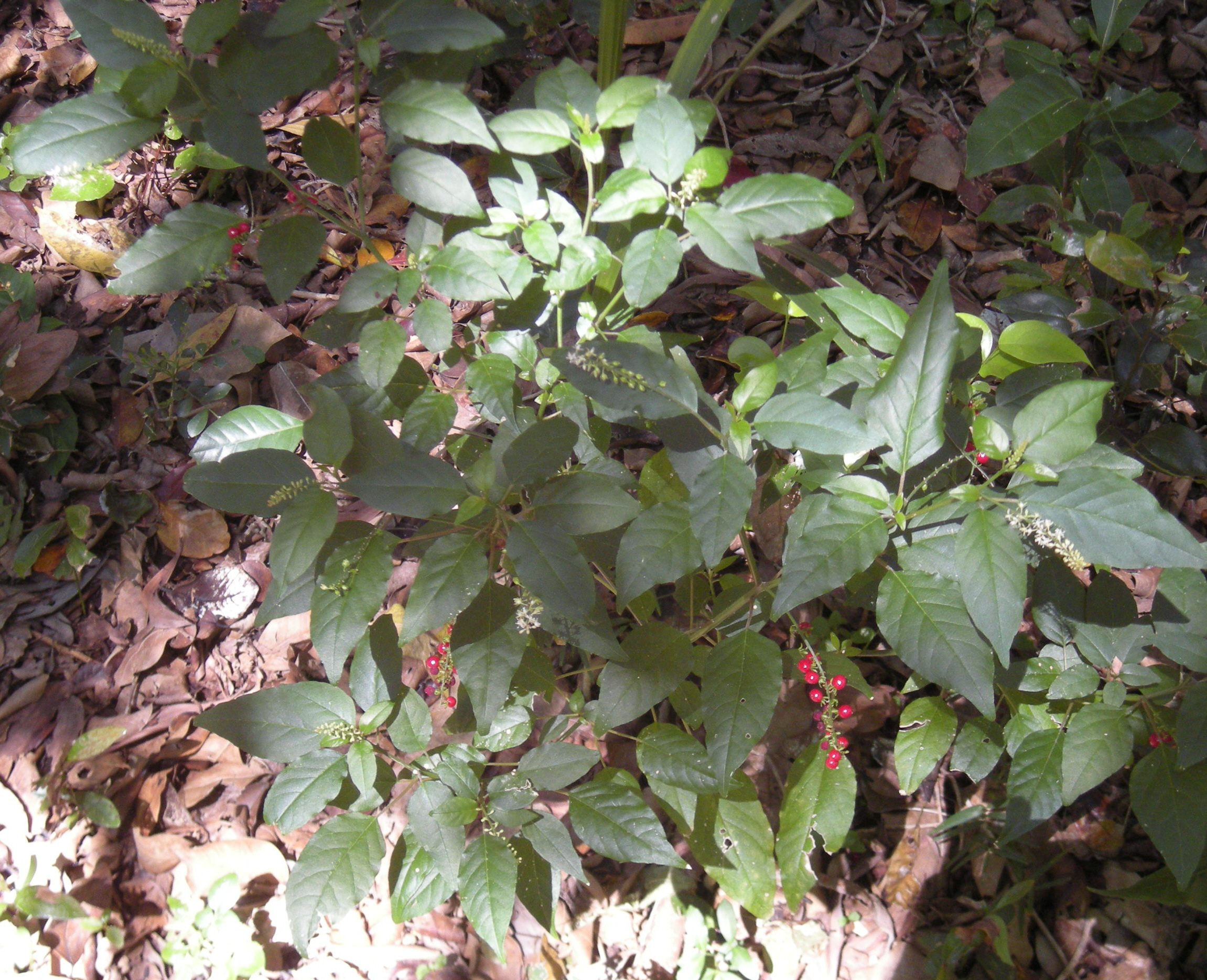
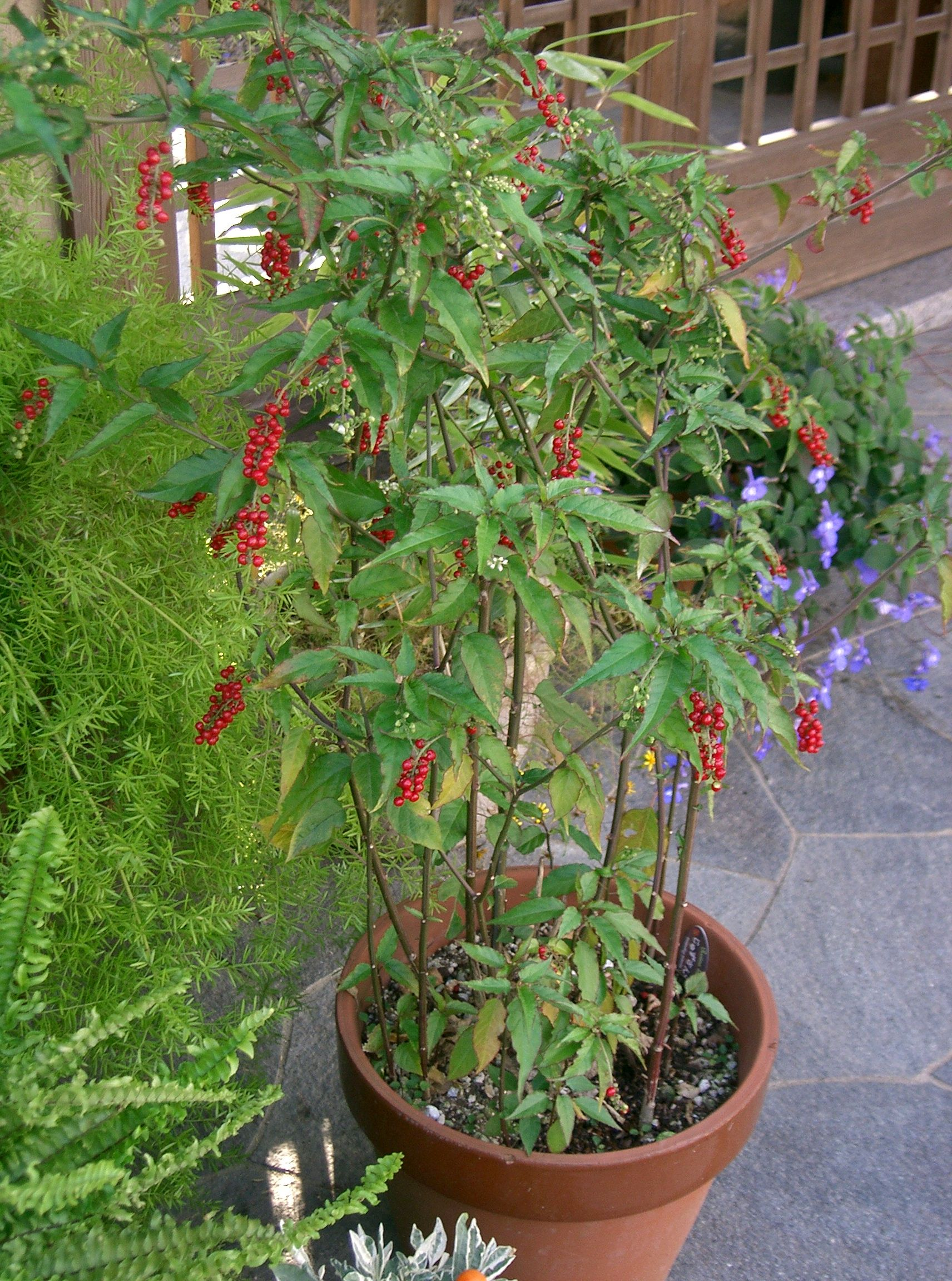
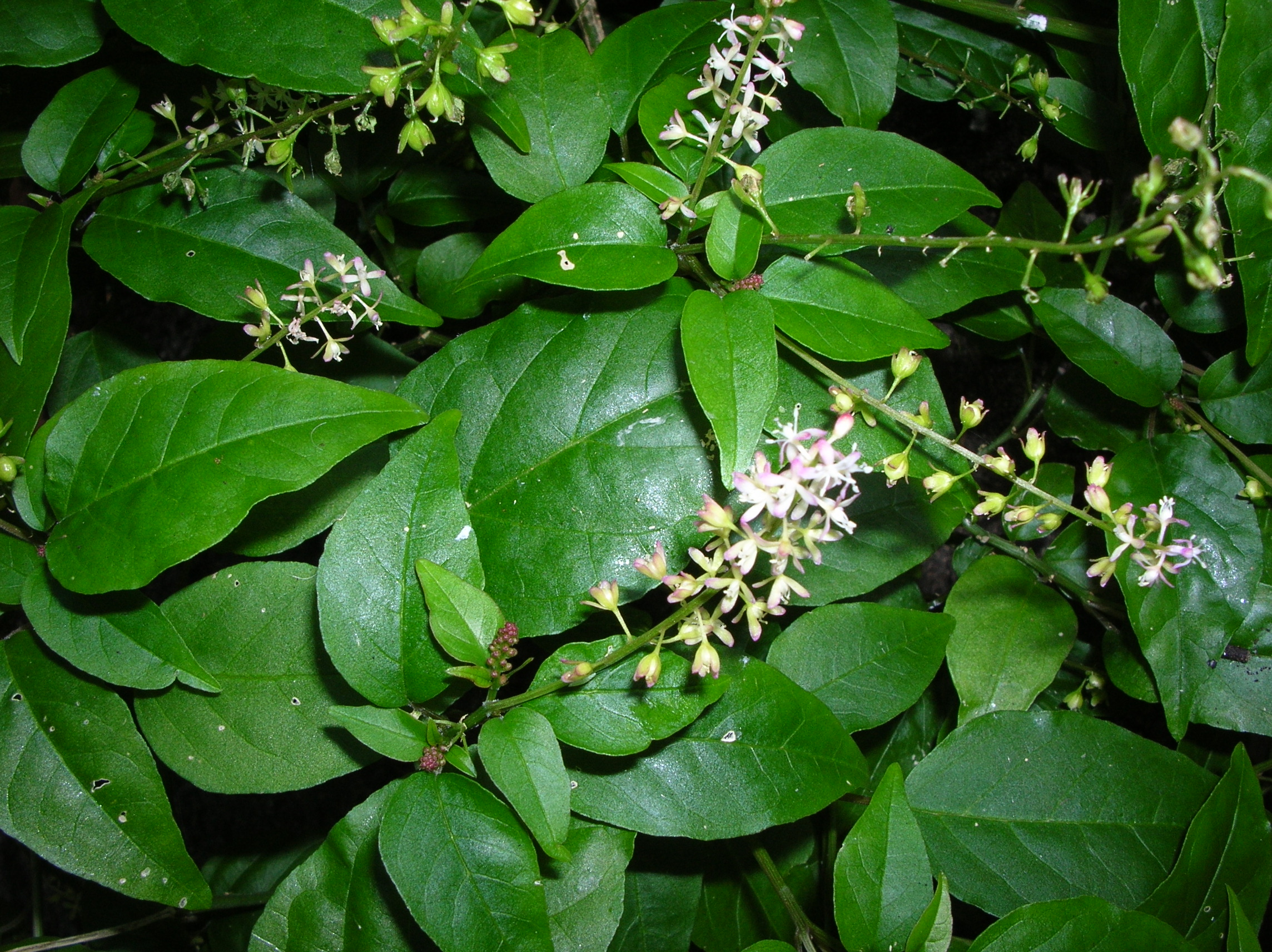
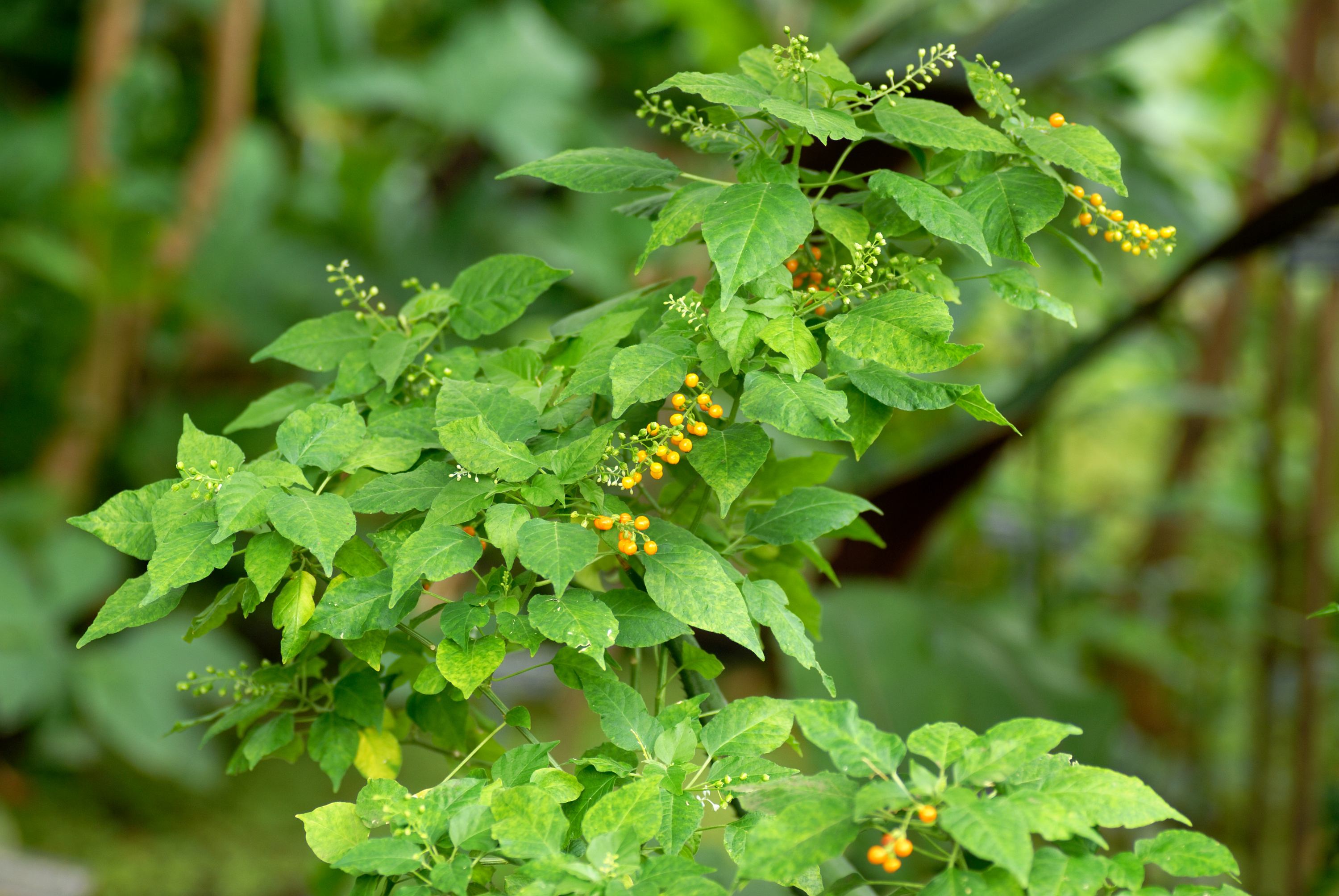
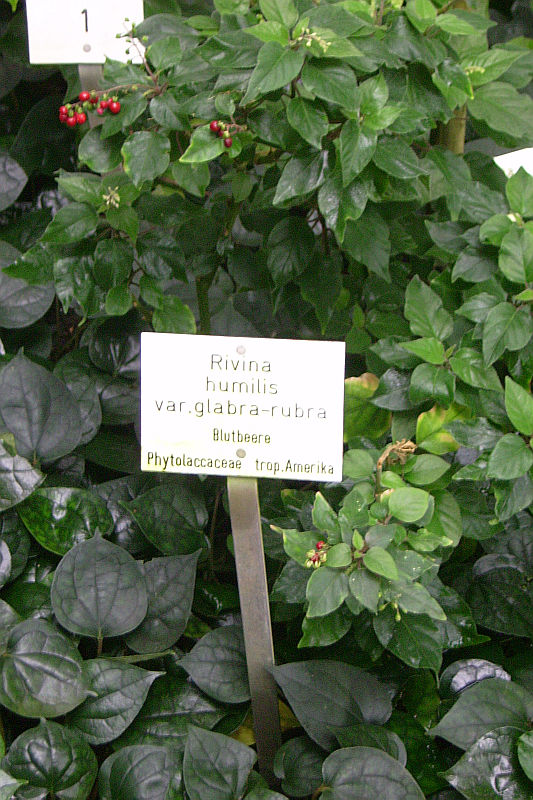
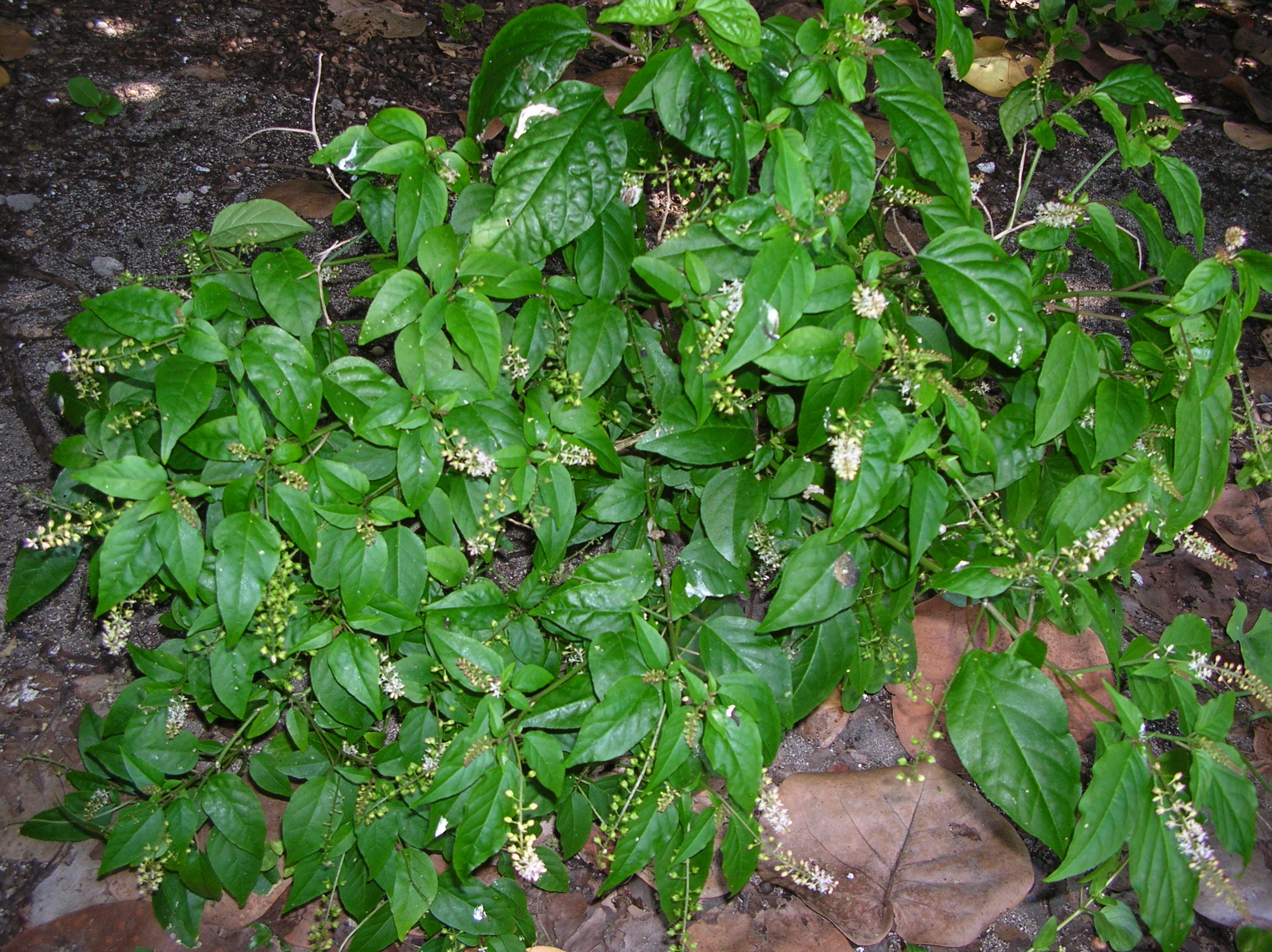